# BMW F800
La BMW F800 è una motocicletta prodotta da casa motociclistica tedesca BMW a partire dal 2006. 

## Profilo e contesto
La F800 è prodotta in versioni differenti: la F800 S , la F800 ST, F800 GS, F800 R, F800 GT. La prima ha un carattere più sportivo ed è caratterizzata da una carenatura più piccola ed una posizione di guida maggiormente abbassato sul manubrio, disponibile in rosso, giallo e antracite. La seconda è una sport tourer maggiormente votata alle lunghe percorrenze stradali e pertanto presenta una carena più coprente ed una posizione di guida meno sportiva e più comoda. È disponibile in blu e antracite.
Presentata la prima volta al pubblico al salone del motociclo di Milano nel 2005 si caratterizza per essere equipaggiata dal primo bicilindrico in linea progettato dalla casa di Monaco di Baviera in collaborazione con l'austriaca Rotax. L'azienda bavarese è sempre stata famosa infatti per i suoi motori boxer.
Un'altra caratteristica del nuovo modello è quella di aver sostituito la tradizionale trasmissione a cardano utilizzata più soventemente in BMW con una cinghia dentata che presenta, rispetto alla catena, la mancanza assoluta di manutenzione.per la cinghia è prevista la sostituzione a 40.000 km. Altra caratteristica della bicilindrica è quella di avere il serbatoio della benzina sotto la sella per abbassare il baricentro del veicoli e il relativo bocchettone del rifornimento è posto sul lato destro della fiancata posteriore. Caratteristica quest'ultima in comune alle serie "F" monocilindriche.
Dal 2011 la versione S ed ST è stata leggermente modificata, la si riconosce per il colore nero del motore e non più grigio come in origine, le differenze maggiori sono proprio sul mozzo della cinghia, la quale nei modelli precedenti ha creato diversi problemi ed è stata soggetto di un richiamo da parte di BMW per ovviare al problema di rottura del mozzo.
La versione GT nasce nel 2013, un aggiornamento dell ST con una carena più protettiva e decisamente più moderna, mantiene ancora la cinghia e serbatoio posteriore.
Tra gli optional in catalogo l'ABS e la possibilità di avere una sella ribassata, utile per i guidatori di statura non troppo elevata. Non mancano neanche gli accessori per il mototurismo in ogni stagione come le manopole riscaldate e i set di valigie laterali.
Nel 2008 lo stesso motore viene installato sulla nuova F800 GS (e ne viene dotata anche la BMW F650 GS se pure in versione depotenziata), moto di tipo enduro più votata ad un uso fuoristrada. In entrambi i casi la trasmissione finale non è più a cinghia ma con la più tradizionale catena meglio adatta agli utilizzi gravosi. Nel 2012 la BMW F650 GS viene sostituita dalla BMW F700 GS
Nel 2009 è uscita sul mercato la versione naked F800 R.